# Patrick Søreide
Patrick Søreide (ur. 7 listopada 1975 r.) – norweski narciarz dowolny. Najlepszy wynik na mistrzostwach świata osiągnął podczas mistrzostw w Meiringen, gdzie zajął 11. miejsce w jeździe po muldach. Nigdy nie startował na igrzyskach olimpijskich. Najlepsze wyniki w Pucharze Świata osiągnął w sezonie 1996/1997, kiedy to zajął 58. miejsce w klasyfikacji generalnej.
W 1999 r. zakończył karierę.

## Sukcesy

### Mistrzostwa Świata
| Miejsce | Dzień     | Rok  | Miejscowość | Konkurencja      | Zwycięzca         |
| ------- | --------- | ---- | ----------- | ---------------- | ----------------- |
| 32.     | 13 marca  | 1993 | Altenmarkt  | Jazda po muldach | Jean-Luc Brassard |
| 17.     | 18 lutego | 1995 | La Clusaz   | Jazda po muldach | Edgar Grospiron   |
| 23.     | 8 lutego  | 1997 | Iizuna      | Jazda po muldach | Jean-Luc Brassard |
| 11.     | 10 marca  | 1999 | Meiringen   | Jazda po muldach | Janne Lahtela     |
| 17.     | 14 marca  | 1999 | Meiringen   | Muldy podwójne   | Johann Grégoire   |

### Puchar Świata

#### Miejsca w klasyfikacji generalnej
- 1992/1993 – 93.
- 1993/1994 – 115.
- 1994/1995 – 95.
- 1995/1996 – 126.
- 1996/1997 – 58.
- 1997/1998 – 92.
- 1998/1999 – 70.

#### Miejsca na podium
1. Steamboat Springs – 16 stycznia 1999 (Muldy podwójne) – 3. miejsce